# Corpul XXI Armată austro-ungar (1916-1918)
Corpul XXI Armată austro-ungar  a fost una din marile unități operative ale Armatei Austro-Ungare, participantă la acțiunile militare de pe frontul român, în timpul Primului Război Mondial. În această perioadă, a fost comandat de generalul locotenent Kasimir von Lütgendorf.  :p. 184